# Blauwersbier
Blauwersbier is een Belgisch bier van hoge gisting.
Het bier wordt gebrouwen in Brouwerij Van Eecke te Watou.
Het is een stroblond versnijbier met een alcoholpercentage van 6,5%. Dit is een mengbier van Kapittel Tripel Abt en Watou's Wit.